# Astroloba herrei
Astroloba herrei är en grästrädsväxtart som beskrevs av Antonius Josephus Adrianus Uitewaal. Astroloba herrei ingår i släktet Astroloba och familjen grästrädsväxter. Inga underarter finns listade i Catalogue of Life.